# Al-Fârâbî
Fârâbî (en arabe فارابي), de son nom complet Abû Nasr Muhammad ibn Muhammad ibn Tarkhân ibn Uzalagh al-Fârâbî, également connu en Occident sous les noms de Alpharabius, Al-Farabi, Al-Fārābī, Farabi, Abunaser et Alfarabi, est un philosophe médiéval persan et musulman. Né en 872 à Wâsij près de Farab en Transoxiane, ou à Faryab au Grand Khorassan,, il meurt à Damas, en Syrie en 950. Il approfondit toutes les sciences et tous les arts de son temps, et est appelé le Second instituteur de l'intelligence.
Il étudie à Bagdad (actuel Irak). On lui doit un commentaire de  La République, ainsi qu'un Sommaire des Lois de Platon. Il fut aussi un théoricien de la musique et un excellent joueur de luth.
Al-Farabi est une figure majeure parmi les philosophes et savants de l'Islam médiéval. Il a marqué de son influence Avicenne.

## Contexte
La fermeture des écoles philosophiques païennes d'Athènes, par Justinien en 529, marque la fin de l'Académie de Platon. Les textes grecs antiques sont sans cesse recopiés et étudiés (seul procédé de conservation de l'époque) dans les centres monastiques de Grèce et à Constantinople. 
Les philosophes chrétiens d'orient ou nestoriens sont les héritiers de la translatio studiorum des Grecs vers le monde arabe. Les philosophes platoniciens se retrouvent à Alexandrie, à Harran et à Antioche, avant d'essaimer vers Bagdad. Bagdad au Xe siècle se caractérise par une atmosphère d'effervescence intellectuelle et d'éclectisme. La dynastie bouyide favorise l'émergence du chiisme et le développement de la culture, aussi bien arabe que persane,. Mais les tensions entre les chiites et les sunnites les plus conservateurs, les hanbalites, tournent plusieurs fois à l'affrontement violent.
Fârâbî est un philosophe qui vit dans le contexte particulier de la longue émergence de l'Islam comme civilisation et entité politique stable. Le califat central se morcelle en émirats et en États qui se veulent indépendants. La période est troublée : de 847 à 945, six califes sont assassinés. Cette instabilité n'est pas sans répercussions sur la pensée politique d'al-Farabi. Les détails de la science de la religion et du droit musulman (fiqh) structurent les détails et les discussions qui se développent au sein de la vie intellectuelle en pays d'Islam.

## Biographie
Fârâbî serait d'origine persane,ou des peuples turcs qui vivaient en Perse,,,,,. Son lieu de naissance est Farab, en Perse à l'époque Samanide, dans la région du Turkestan, et dans le Kazakhstan actuel. Fārāb était le nom d'une ville, et du district qui en dépendait. Al-Farabi n'est peut-être pas né dans la ville elle-même, mais dans le village voisin de Wasij. Mais on sait peu de choses de son enfance. Il connaît le turc et le persan. Il apprend l'arabe, et c'est dans cette langue qu'il écrit son œuvre,. Il mène une vie simple, consacrée à l'étude, se tient à l'écart de la vie politique et porte l'habit des soufis,. 
Fârâbî fut appelé le « Second Maître » par  Maïmonide, le « Premier Maître » n'étant autre qu'Aristote. Il est l'un des premiers à étudier, à commenter et à répandre parmi les musulmans la connaissance d'Aristote et à influencer l'école péripatéticienne orientale.
Fils d'un chef turc iranisé qui aurait exercé un commandement militaire à la cour samanide, vassale du califat abbasside arabe de Bagdad, Abu Naser Fârâbî part se former dans la capitale califale en 941 ou 942. À Bagdad (actuel Irak), il étudie la grammaire, la logique, la philosophie, les mathématiques, la musique et les sciences.
Fârâbî suit les enseignements de Abu Bishr Matta ben Yunus et fréquente les philosophes chrétiens nestoriens. Son éloquence, ses talents dans la musique et la poésie lui valent l'estime du sultan de Syrie, Sayf al-Dawla, qui voulut l'attacher à sa cour de Damas. Mais Fârâbî s'en excusa pour s'installer à Alep, voyager en Égypte, et revenir mourir à Damas en 950.
Selon une autre version, il passe la plus grande partie de sa vie à la cour de Syrie dès 942, pensionné par le prince. Après avoir accompagné le souverain au cours d'une expédition, il décède vers l'âge de 80 ans. Badawi considère comme le plus probable cet itinéraire : Farabi quitte Bagdad pour Alep en 942 (330 AH). Il part pour Damas l'année suivante, où il est l'hôte de Sayf al-Dawla de 946 à 948. Il fait un séjour en Égypte puis revient à Damas en 949, et y meurt l'année suivante.
Qu'il fût le protégé d'un prince hamdanide peut être l'indice de la part d'al-Farabi d'un penchant pour le chiisme,. En général, sa vie est mal-connue par comparaison avec Ibn Sina par exemple.

## Œuvre et pensée
Fârâbî n'est pas le premier philosophe de la civilisation islamique, ses deux grands prédécesseurs sont Al-Kindi et Razi, mais leurs réflexions éthiques demeurent assez éloignées des considérations politiques. Fârâbî, quant à lui, s'intéresse particulièrement à la question du régime politique.
Al-Farabi connaît l'histoire de la philosophie grecque. Dans son petit traité de Ce qu'il faut savoir avant d'étudier la philosophie, il en décrit les différentes écoles. Il retrace fidèlement l'histoire de l'école péripatéticienne et celle de la transmission de l'héritage aristotélicien des Grecs aux Arabes.
Il publie un certain nombre de textes qui sont des commentaires, ou des synthèses personnelles sur la philosophie de Platon et d'Aristote : L'Accord des Philosophes Platon et Aristote, une énumération des Dialogues de Platon, un ouvrage consacré aux Opinions des habitants de la Cité vertueuse et un Sommaire des Lois de Platon. Il connaît la République de Platon. Il a commenté toutes les parties de l'Organon d'Aristote, dont il connaît aussi la Métaphysique. En revanche, il semble qu'il n'ait pas eu connaissance de la Politique d'Aristote, qui n'était pas traduite en arabe.  Il a lu également la « Théologie », un ouvrage d'origine plotinienne traduit à l'époque d'al-Kindi et attribué par erreur à Aristote. Déconcerté par les incohérences qui éclatent entre la Métaphysique et la « Théologie », il n'imagine pas que le Maître ait pu se contredire aussi grossièrement, et envisage l'idée que les deux livres puissent ne pas être du même auteur. Mais, sur le point de découvrir la vérité, il se ravise, considérant que l'authenticité de deux ouvrages aussi célèbres ne peut être mise en doute. De ce fait, sa pensée est également imprégnée des idées de Plotin. Alors que dans sa théorie politique, Platon est sa source principale, sa métaphysique est marquée par l'empreinte d'Aristote et fortement teintée de néo-platonisme.
Le style ésotérique de certains de ses ouvrages, comme Fuṣūṣ al-hikam (« Les gemmes de la sagesse »), exprime l'influence mystique néo-platonicienne et soufie. 

### Philosophie première
Fârâbî utilise la philosophie grecque pour penser la vérité du monothéisme et des données de la révélation « pour les purifier de la puissance dangereuse de la métaphore au nom de la puissance supérieure du concept ». Pour autant, il ne faudrait pas en conclure que la philosophie est mise au service de la religion. La religion véritable est identique à la philosophie. La Révélation et la philosophie sont deux moyens différents (l'une qui repose sur l'inspiration, l'autre sur la démonstration) d'atteindre une même vérité.

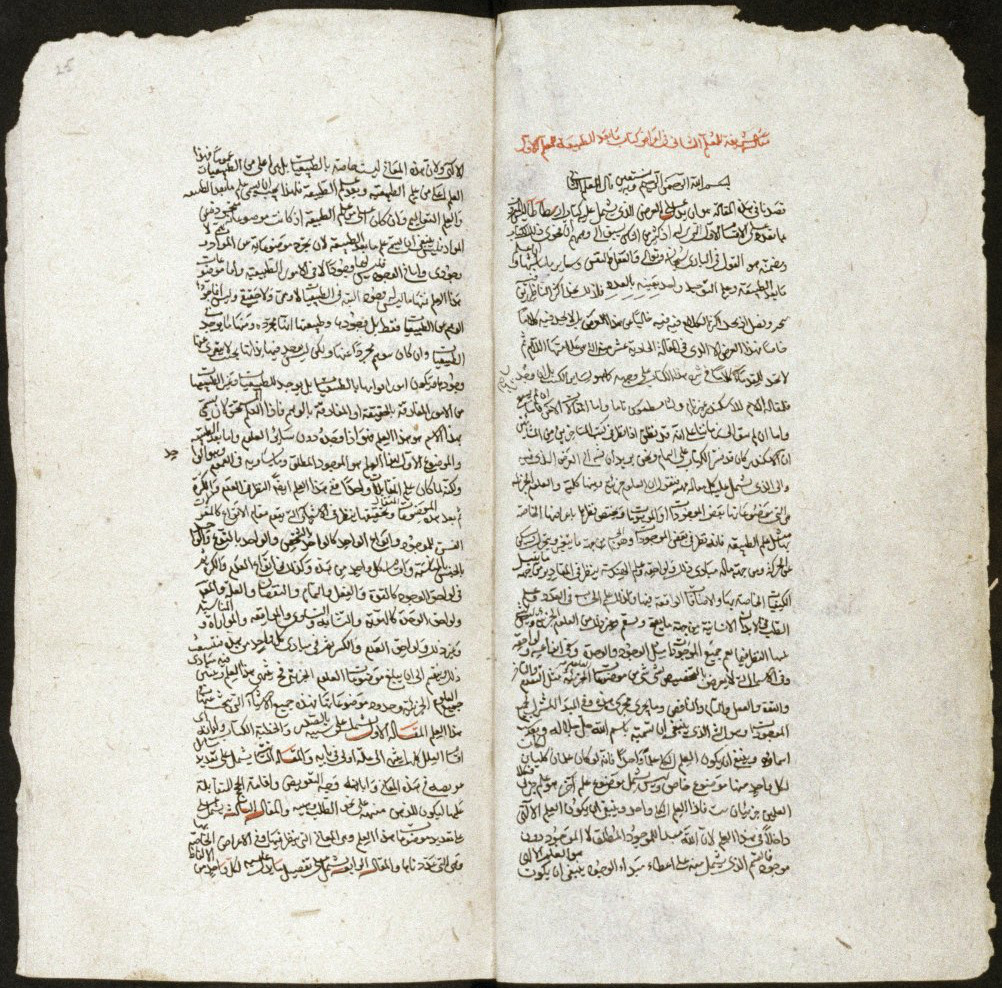
Manuscrit de 1630 du Commentaire sur la métaphysique d'Aristote d'Al Farabi, Bibliothèque Bodléienne de l'Université d'Oxford.

Fârâbî est l'un des premiers, après les néo-platoniciens Simplicius et Damascius, à tenter de concilier Platon et Aristote, qu'il ne voit pas en contradiction, mais en étapes sur le chemin d'une seule et même sagesse,. Il opère une synthèse fondée sur les Ennéades (IV-VI) de Plotin.

#### L'être nécessaire
Fidèle à la tradition péripatéticienne, il définit la métaphysique ('ilm al-ilâhî) comme science de l'être. L'être se divise en être contingent (avec une cause) et en être nécessaire (sans cause matérielle). L'être nécessaire est celui dont la négation implique contradiction. Ces distinctions sont un héritage d'Aristote. Mais l'originalité d'al-Farabi est d'introduire une distinction entre l'essence et l'existence. Les deux ne coïncident pas. L'existence de l'être contingent n'est pas contenue dans son essence. Elle est un accident. C'est seulement chez l'être nécessaire que l'existence est essentielle. On ne peut pas concevoir son essence sans son existence. Ces réflexions sont au fondement d'une preuve de l'existence de Dieu, reprise par Avicenne.

#### Théorie de l'émanation
À Plotin ou aux platoniciens en général, il emprunte la théorie de l'émanation : d'un réel premier (l'être nécessaire - Dieu) procèdent tous les êtres, procédant eux-mêmes les uns des autres selon une hiérarchie ordonnée.
Conformément à Plotin, il pense Dieu comme l'Un, dépourvu de toute multiplicité et de changement, exempt d'altération, sans parties ni divisions. Cette vue est également conforme au tawhid musulman (« monothéisme » ou « unicité » et « unité »). Mais la difficulté est de penser alors le passage de l'un au multiple : comment Dieu peut-il engendrer la multiplicité des êtres créés sans compromettre sa propre unité ? Al-Farabi s'appuie sur ce principe : de l'Un ne peut naître que l'un. Dieu ne crée pas la totalité des êtres directement, mais il est l'origine du premier élément d'une série dont chaque élément en engendre un autre - et un seul.
Cette génération n'est pas tout à fait une création à proprement parler. La notion de création implique une intentionnalité. Elle est l'acte d'une volonté libre. Tandis que l'émanation est un processus nécessaire. De Dieu émane l'Intelligence première. Ce n'est pas un choix de Dieu, mais une nécessité de sa nature. Cette production n'est pas une fin (un but) pour Dieu, car cela impliquerait une relation de dépendance, alors que Dieu est l'absolu, celui qui n'est relatif à rien, celui qui ne dépend d'aucun autre. La naissance de l'Intelligence première émane, c'est-à-dire découle de l'essence divine. Les termes employés par Farabi pour décrire l'émanation trahissent leur origine plotinienne. Le mot fayḍ se traduit par « débordement » ou « jaillissement ». Il renvoie à la comparaison par Plotin de l'Un avec une source. ṣudūr enveloppe l'idée de procession (au sens où un être procède d'un autre, en dérive en en portant la marque) et de rayonnement, une autre métaphore plotinienne.
La notion d'émanation n'est pas tout à fait celle de création. La création, pour les musulmans, est un effet de la volonté de Dieu. Al-Kindi s'était inquiété de concilier le néo-platonisme avec l'islam, en déclarant que les êtres viennent à l'existence par émanation, à l'exception du premier, qui fait l'objet d'une création par Dieu. Al-Farabi ne s'embarrasse pas de cette considération : tous les êtres de l'univers procèdent les uns des autres, par émanation.
La série des êtres est hiérarchisée. Le monde est un cosmos ordonné. De Dieu émane la Première intelligence, dont procède l'Intelligence du premier ciel, dont découle celle des étoiles fixes, puis de la sphère de Saturne, celle de Jupiter, de Mars, du Soleil, de Vénus, de Mercure et de la Lune. Ces dix êtres sont des intelligences immatérielles. Ici s'achève leur série. Viennent ensuite les réalités du monde sublunaire, caractérisées par l'incarnation dans la matière et la corruptibilité, elles aussi hiérarchisés.
Il est ainsi l'origine d'une tradition d'angélologie développée par des Perses et des Juifs vers le Xe siècle.  Selon Farabi, l'univers est constitué d'une hiérarchie de mondes sphériques, composés d'intellects qui s'engendrent réciproquement, par une montée, vers le monde du pur intellect actif parfait unitaire et total, ou par une descente, vers le monde matériel imparfait et divisé de génération-corruption. La hiérarchie des dix sphères trouve un écho dans le chiisme ismaélien, où les dix cieux correspondent aux dix imams.
Cette hiérarchie peut sembler un édifice conceptuel bien complexe. Mais c'est qu'il s'agit d'expliquer la possibilité de la création. Selon les théologiens musulmans, Dieu est transcendant : il n'est semblable à rien de ce monde. Ce qu'il s'agit d'expliquer alors, c'est comment un Dieu qui n'a rien de commun avec sa création peut cependant agir sur le monde. Les intelligences émanées de Dieu sont autant d'intermédiaires qui permettent de penser l'action de Dieu sur sa Création.

#### Psychologie
En psychologie, il distingue, en s'appuyant sur le De anima d'Aristote, quatre sortes d'intellects : en puissance, en acte, acquis et agent. L'intellect en puissance a la capacité de saisir l'intelligible. L'intellect agent est nécessaire au passage de la puissance à l'acte, « comme la lumière du soleil à la vue ». Al-Farabi identifie l'intellect agent, dans la hiérarchie des Intelligences, à celle qui occupe le dixième rang après l'Être premier,. Le cerveau est subordoné au coeur pour lui. 

### Politique
Bien que parlant d'Aristote (dont au demeurant les Arabes médiévaux semblent totalement ignorer l'ouvrage sur Les Politiques), Fârâbî consacre tous ses efforts à la philosophie politique de Platon. La composante néo-platonicienne est moins explicite que dans la métaphysique. Il commente La République et distingue deux types d'enseignement : l'enseignement de Socrate et l'enseignement de Thrasymaque (le sophiste irascible mis en scène dans La République). L'enseignement de Socrate est doux et s'adresse aux philosophes ; mais Socrate périt sous l'accusation d'impiété. L'enseignement de Thrasymaque est un enseignement capable de manipuler les opinions et les passions qui couvent dans la Cité. Il peut aussi bien exciter la Cité que la calmer. C'est dans ces qualités réunies que l'on trouve la fibre du législateur.
La politique d'al-Farabi n'est pas indépendante de sa cosmologie. La hiérarchie de l'univers est le modèle pour organiser la cité (madinah). Si l'on parcourt la série des êtres en remontant vers leur source, on y rencontre de plus en plus de perfection, pour parvenir enfin à un principe unique. Le modèle sera donc monarchique. La fin de la politique, c'est le bonheur : « L'investigation de la science politique (al-ʿilm al-madinī) porte au premier chef sur la félicité (al-saʿādah). » Le gouvernement doit être confié à celui qui est capable d'assurer le bonheur des habitants, dans cette vie, mais aussi en vue de l'au-delà,. La dimension religieuse est donc loin d'être absente de la philosophie politique de Farabi. Celui qui maîtrise cette science, qui est capable de distinguer ce Bien absolu des biens relatifs comme la santé ou la richesse, qui en constituent des conditions, mais ne sont que des moyens et non la fin, c'est le sage. La référence à la République est manifeste. La conduite du gouvernement doit donc être confiée à un prophète-philosophe. Cependant, le dogme musulman établit que Mahomet est le « sceau de la prophétie » - le dernier des prophètes. C'est pourquoi al-Farabi distingue le législateur, premier fondateur de la Cité et de ses lois, de celui de ses successeurs, qui ont pour rôle d'assurer la continuité de cette législation, et de l'adapter aux circonstances nouvelles. L'idéal est de type monarchique. Mais s'il ne se trouve aucun homme chez qui toutes les qualités nécessaires à l'exercice du pouvoir sont réunies, il est acceptable que le pouvoir soit exercé par plusieurs individus.

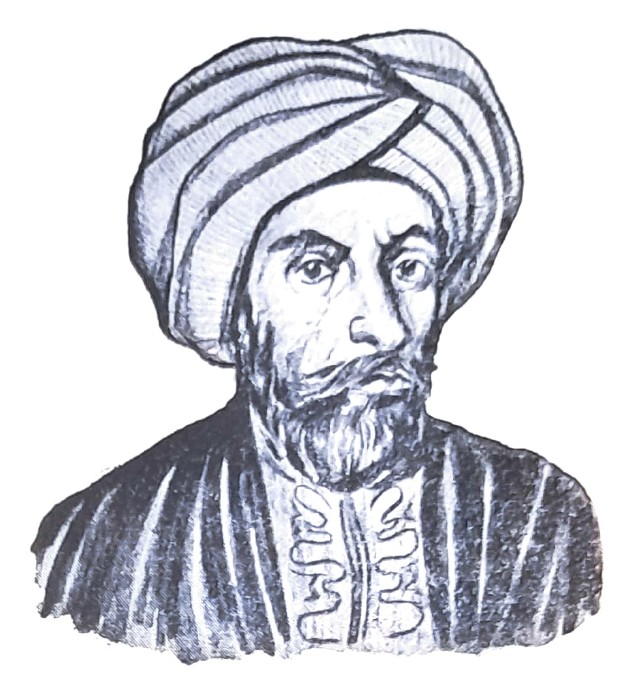
Portrait d'al-Fârâbî (vue d'artiste)

Fârâbî distingue la cité vertueuse (madinah al-fadilah), cité des grands esprits qui diffusent leurs qualités au peuple, à la manière de la République de Platon. À cette cité idéale, il oppose les cités ignorantes, ainsi désignées parce qu'elles se trompent sur la nature du Bien et du bonheur, et prennent un bien particulier pour la fin suprême. En fonction de la nature de ce bien qui est seul recherché, al-Fārābī dresse un typologie des cités ignorantes, où il distingue la cité du nécessaire (où les habitants se limitent aux besoins élémentaires), la cité de l'échange (dont les habitants s'entraident pour atteindre la richesse), la cité de l'abjection (qui vise plaisirs et jouissances), la cité des honneurs (qui vise la gloire), la cité de la puissance (qui vise le pouvoir sur les autres), enfin la cité de la masse, où chacun a la licence de faire ce qu'il veut, et dont la description rappelle la critique platonicienne de la démocratie dans la République.
La cité immorale est une cité qui connaît la nature de la vertu, mais dont les actions sont celles des cités ignorantes, la cité versatile ou altérée est une cité vertueuse dont les idées se sont dégradées, la cité égarée est une cité qui se veut vertueuse, mais avec des conceptions fausses et trompeuses.
Selon Fârâbî, le philosophe-souverain, par la connaissance et le pouvoir, est dans un mouvement ascendant vers « l'assimilation à Dieu », mais qui ne serait rien sans un mouvement descendant de « juste guidance ». La philosophie est contemplation par rapport à Dieu, et politique (enseignement et législation) par rapport à la Cité . Al-Farabi, là encore, se souvient de la leçon de Platon : le rôle du philosophe ne se borne pas à la méditation, sa vocation est de retourner dans la caverne. Les hommes du commun ont besoin d'un maître visible qui corrige les discordes, maintient et fait respecter un état de droit, et d'autre part la politique est aussi sagesse divine et pédagogie spirituelle menant les hommes au perfectionnement moral . Le roi, inspiré de Dieu, a pour rôle d'encourager et d'enraciner dans l'esprit des hommes les comportements propres à produire le bonheur dans la communauté.
En plaçant ce guide à la tête de la madinah, Al-Farabi établit une continuité entre sa métaphysique et la politique. C'est peut-être avec l'aspect politique de sa pensée qu'al-Farabi est le plus novateur. La dimension politique est peu présente chez Rhazès et al-Kindi. La principale nouveauté apportée par al-Farabi, c'est de lier la politique et la prophétologie, d'introduire la notion de prophète dans la philosophie politique héritée des Grecs.

### Accusation d'impiété par al-Ghazali
Après une crise spirituelle qui le détourne de la philosophie, Abu Hamid al-Ghazali, dans Tahafut al-falasifa (Incohérence des philosophes) accuse les falasifa d'hérésie (zandaqa). Il cible particulièrement al-Farabi et Avicenne, qu'il accuse de faire preuve d'impiété (kufr). Trois thèses qu'il leur attribue sont selon lui contraires à l'orthodoxie, :
- affirmation de l'éternité passée du monde, qui conduit à nier qu'il eût un commencement ;
- négation du caractère charnel de la résurrection. Or, la résurrection, non seulement des âmes, mais aussi des corps, est un dogme de l'islam. Le Coran décrit en termes physiques les délices du paradis (décrit comme un jardin où jaillissent des sources (XLVII, 15)) et les tourments de l'enfer (les damnés brûlent sur des braises et boivent de l'eau bouillante). Les personnes qui nient ce dogme « doivent être absolument accusées d'incroyance (...) et cela inclut la plupart des philosophes. » (Al-Ghazali. Faysal al-tafriqa bayna al-islam wa l-zandaqa, « Critère de distinction entre la croyance et l'infidélité », traduit sous le titre de Lettre sur la tolérance, 7); Farabi en effet ne croit pas à la résurrection des corps.
- négation de la connaissance par Dieu des singuliers. Selon le Coran, rien n'échappe à la connaissance de Dieu. Savant et omniscient, il n'ignore rien de ce qui arrive dans l'univers, pas même la chute d'une feuille d'un arbre (Coran VI, 59). Le verdict d'al-Ghazali est le même.

L'accusation est grave. Averroès prend la défense des deux philosophes, dans le Discours décisif, §27, d'autant que son propre système est menacé par cette charge. Alors qu'al-Ghazali avance la notion d'ijma (consensus) pour affirmer que les philosophes nient ce qui fait l'objet d'un consensus unanime parmi la communauté des croyants, Averroès répond que les questions soulevées, du fait de leur nature métaphysique, ne peuvent pas faire l'objet d'un tel accord. La rupture de l'ijma n'est donc pas prouvée (Discours décisif, p. 31).
Selon Averroès, la thèse d'al-Farabi sur l'éternité du monde n'est pas très éloignée de celle des théologiens. On ne peut donc pas parler de rupture du consensus. Farabi examine lui-même la question de l'éternité du monde pour savoir si elle peut être attribuée à Aristote. Selon lui, le Stagirite n'a pas défendu cette opinion qu'il qualifie de « blâmable » (Badawi, p. 521 sq). Le Kitâb fi al-jam' (« Conciliation des opinions de deux sages »), bien qu'elle concerne les opinions de Platon et Aristote, comporte cependant aussi la profession de foi personnelle d'al-Farabi. Pour lui, la vérité est que la création est création de rien. Le monde est créé ex nihilo, rien ne le précède. Dans le Kitâb fi al-jam' du moins, al-Farabi ne prétend pas que le monde ait existé de toute éternité.
Au sujet de la connaissance des particuliers, selon Averroès, al-Farabi n'a pas soutenu que Dieu ne les connaît pas, mais qu'il les connaît d'une science qui n'est pas de même nature que la science humaine. « Ils affirment seulement que Dieu n'a pas connaissance des particuliers par un savoir créé » par son objet (Averroès, Al-ḍamīmah). Le savoir humain est causé par son objet ; tandis que la science divine ne saurait être dépendante ou relative. Al-Farabi ne nie pas la connaissance des particuliers, puisque Dieu peut envoyer des visions, des images (et non des concepts abstraits) aux prophètes et aux sages. Dans le K. fi al-jam', al-Farabi affirme son propre credo :  « Le Créateur est l'organisateur de tout le monde ; rien, pas même le poids d'un grain de moutarde, ne lui échappe. » La providence s'étend à chaque singulier. L'accusation portée par al-Ghazali n'est donc pas justifiée.
Enfin, sur la vie future, Averroès souligne qu'al-Farabi ne nie pas la résurrection. Il admet l'existence de plaisirs et souffrances dans l'Au-delà, mais sous une forme plus intellectuelle, comme plaisirs et souffrances vécus par l'âme. Al-Farabi conçoit la relation de l'âme et du corps en termes néo-platoniciens : la félicité suppose que l'âme se libère de la matière. Sur ce point, l'accusation d'al-Ghazali semble donc exacte, mais le désaccord n'est pas fondamental : il ne porte pas sur le dogme, mais seulement sur l'interprétation des modalités de la vie au-delà. On ne peut donc pas parler d'hérésie, conclut Averroès, mais seulement d'innovation blâmable (bid'a).

### Sciences
Fârâbî oppose l'activité apparente dans un monde matériel, à la béatitude essentielle de la connaissance pure.

#### Classification et sciences physiques
Dans son Traité sur les sciences ou Énumérations sur la science, Fârâbî propose une nouvelle classification des sciences, inspirée d'Aristote et de Platon, mais originale, tenant compte de nouveaux savoirs acquis depuis, comme l'optique.
Il y aurait deux sortes de sciences : la science des choses (comprenant les arts) et la science des règles. Les arts sont diversement associés à des sciences. Il distingue cinq sciences principales : de la langue (linguistique, grammaire, poésie...), de la logique, des mathématiques (astronomie, musique, poids et mesures...), de la physique (corps naturels), politique (morale et conduite des hommes), auxquelles il ajoute la théologie ou métaphysique.
Le maître-mot de cette classification est l'intégration. Rien n'est étranger à la connaissance philosophique, selon Fârâbî « Il n'existe aucune chose parmi les êtres du monde où la philosophie ne pénètre, au sujet de quoi elle n'ait quelque dessein et dont elle n'ait, dans la mesure de la capacité de l'homme, quelque savoir. ».
En mathématique et astronomie, son commentaire sur Ptolémée (livre I de l'Almageste) est perdu. Il s'agit d'un problème de sphéricité ou isopérimétrie (la sphère est le solide ayant le plus grand volume pour une surface périmétrique donnée). Il est l'auteur d'un ouvrage sur les constructions géométriques (carrés, polygones et paraboles). Un autre de ses ouvrages perdus Introduction à la géométrie imaginaire, pourrait concerner des cubes multidimensionnels (supérieurs à trois dimensions).

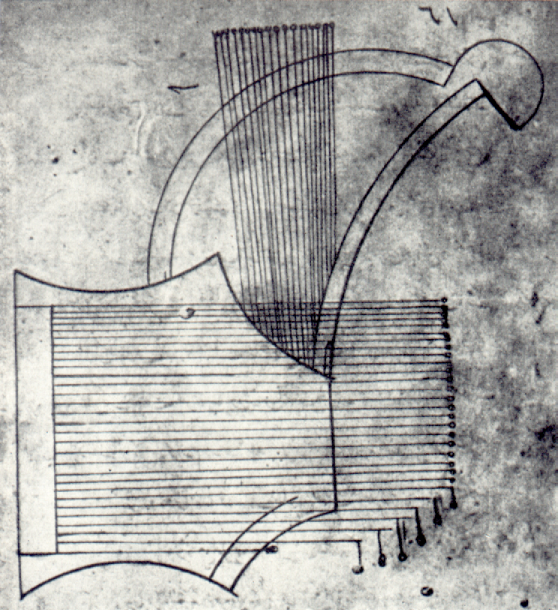
Luth de type Rabâb, illustration du Grand Livre de la Musique d'Al Farabi.

En optique, il traite des miroirs, des couleurs, et de phénomènes atmosphériques comme le halo ou l'arc-en-ciel. En chimie, il affirme la légitimité de l'alchimie dans son Traité sur la nécessité de la science de l'alchimie.

#### Musique et poésie
Dans son Grand Livre de la musique, il traite d'un instrument le tunbur, un luth à manche long. Il imagine de nouveaux systèmes de frettes pour en améliorer les possibilités mélodiques. Il étudie les flûtes et les harpes. Son ouvrage, transmis dans son intégralité, est fondamental dans l'histoire de la musique persane et arabe, car il s'agit d'une encyclopédie musicale de tout ce qu'ont fait les grecs, les musiciens perses de la cour sassanide, les auteurs préislamiques, et du temps de Fârâbî lui-même. Fârâbî juge la poésie supérieure à la musique, et la musique vocale supérieure à la musique instrumentale, car mettant des mots sur des émotions. 
La poésie selon Al-Farabi est du domaine des sciences de la logique. Il faut selon lui considérer la Rhétorique et la Poétique d'Aristote comme des parties de l'Organon. En effet, les règles du syllogisme s'y appliquent également. La poésie s'appuie aussi sur les mathématiques, puisqu'elle mesurée par le rythme. Rhétorique et poésie sont nécessaires car le discours démonstratif n'est pas adapté à tous les publics. Pour convaincre, il faut avoir recours à des arguments qui font appel à la persuasion et à l'imagination. Le rôle de la poésie est précisément de susciter les images des choses.

#### Médecine
Dans son Traité sur les sciences, il n'inclut pas la médecine, celle-ci n'étant qu'un art pratique (technè selon Aristote), au même niveau que la menuiserie ou la cuisine. Fârâbî s'oppose aux prétentions philosophiques des médecins, en particulier celles de Galien. Il s'appuie sur un auteur antique qui pourrait être Alexandre d'Aphrodise. Il cherche à donner raison à Aristote contre Galien, dans une controverse sur les rôles respectifs du cœur et du cerveau.
Pour résoudre le problème de l'articulation de la médecine et des sciences de la nature, il divise la médecine en 7 disciplines, dont 3 théoriques, dites communes avec la science, les 4 autres relevant uniquement de la pratique médicale. Les médecins, n'étant pas compétents pour juger de la théorie (connaissance du corps, de la santé et des maladies), devraient se cantonner à leurs pratiques : observation des symptômes, diététique, l'hygiène, et traitements .

## Postérité

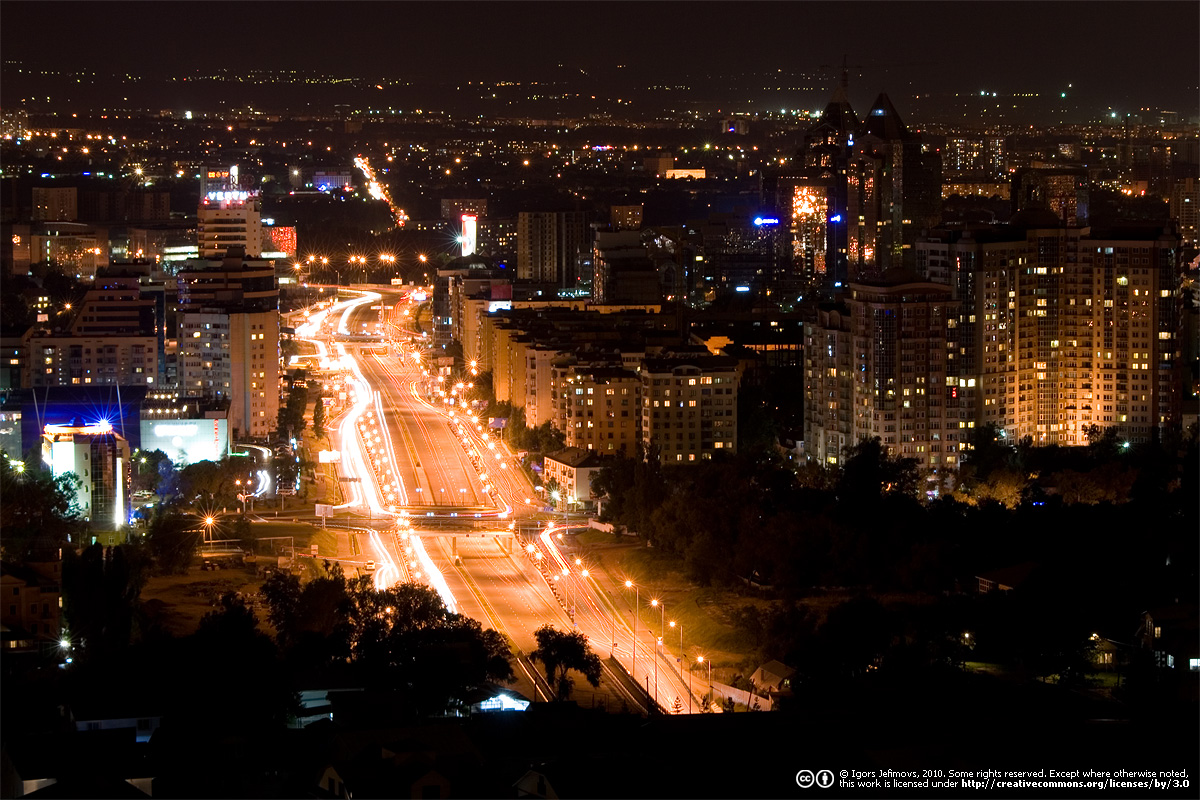
L'avenue Al Farabi, de nuit, vue du Kok Tobe à Almaty (Kazakhstan).

Ses traités De l'intellect et De scientiis (sur la classification des sciences), traduits en latin, sont bien connus de l'Occident chrétien. Il a eu pour disciple Ibn 'Adi et exercé une influence sur le mystique Sohrawardi.
Par son Commentaire sur la métaphysique d'Aristote, il fut le maître à penser d'Avicenne (indirectement, celui-ci étant né en 980). Cependant, malgré Al Fârâbî, Avicenne (comme Averroès) établit l'unité et la noblesse de la médecine comme science.
L'astronome andalou Ibn Baja est influencé par la réfutation de Jean Philopon par Al Farabi. 
Thomas d'Aquin reprend la distinction d'Al Fârâbî de l'être contingent et de l'être nécessaire, comme fondement de la troisième preuve de l'existence de Dieu.
Le modèle angéologique d'Al Fârâbî a été utilisé par Pierre Lévy dans sa tentative de penser l'intelligence collective dans le cadre d'Internet et des NTIC.
Al Fârâbî est le nom porté en son honneur par une avenue et une université de la ville d'Almaty (Alma Ata) au Kazakhstan.

### Œuvres  de Farabi
Les originaux de plusieurs de ses ouvrages sont perdus, mais il en subsiste des versions hébraïques.
Ses ouvrages majeurs sont :
- une Encyclopédie, qui se trouve manuscrite à l'Escurial,
- un Traité de musique,
- les Opuscula varia, dans lesquels on trouve un Traité sur les sciences et un Traité sur l'entendement où il développe la doctrine d'Aristote sur ce point.
- En latin : Corpus platonicum medii aevi. Plato latinus, édi. par R. Klibanski, 1950 : De Platonis Philosophia d'al-Fârâbî et Traité sur les Lois de Platon, d'al-Fârâbî.
- De l'obtention du bonheur, première partie d'une trilogie Les deux philosophies, Allia, 2005,  (ISBN 978-2-84485-186-4), texte partiellement en ligne books.google.fr ;
- La Philosophie de Platon, deuxième partie de la trilogie, (ISBN 978-2-84485-097-3), rééd., Allia, 2002, 48 p.   (ISBN 2-84485-097-9) la dernière, La Philosophie d'Aristote, n'est pas disponible en français ; traduction anglaise partiellement en ligne books.google.fr ;
- Épître sur l'intellect (Risâla fi al-'aql (ar)), trad., L'Harmattan, 2003  (ISBN 978-2-7475-1501-6) books.google.com ;
- Traité des opinions des habitants de la cité vertueuse (Ara' ahl al-madina al-fadila). Traduction de T. Sabri, éd. Vrin (ISBN 978-2-7116-1036-5) ;
- Commentary and Short Treatise on Aristotle 's De Interpretatione, traduction et notes de F.W Zimmermann, Oxford, 1981.
- L'Harmonie entre les opinions de Platon et d’Aristote, édition bilingue de Fawzi Mitri Najjar et Dominique Mallet, 1999.
- Kitāb al-siyāsat al-madanyya (« Le régime politique »), éd. à Beyrouth, 1964.
- Le livre de la religion (Kitâb al-millah), traduit en français dans Al-Fârâbî, Philosopher à Bagdad au Xe siècle.

### Études sur Fârâbî
- Al-Fârâbî, Philosopher à Bagdad au Xe siècle, présentation et dossier par Ali Benmakhlouf, Traductions par Stéphane Diebler, glossaire par Pauline Koetsch, bilingue arabe-français, Seuil, coll. "Essais/Points", 2007  (ISBN 978-2-02-048161-8).
- Fredj Bergaoui, La Théorie de l'image chez Al-Farabi, éd. Anrt, 1988, 788 pages.
- Moïse Maïmonide, Traité de logique, trad. de Rémi Brague, Paris, Desclée De Brouwer, 1996.
- Muḥsin Mahdī, La fondation de la philosophie politique en Islam. La cité vertueuse d'Alfarabi, Éd. Flammarion, Paris, coll. Champs, traduit de l'américain par François Zabbal, 2000,  (ISBN 2-08080048-5), (version originale en anglais partiellement en ligne books.google.fr).
- Leo Strauss, “Farabi’s Plato.” In Louis Ginzberg Jubilee Volume. Edited by Alexander Marx, Saul Lieberman, et al, 357-93. New York : American Academy for Jewish Research, 1945. Repris sous une forme modifiée comme Introduction à Persecution and the Art of Writing.
- Leo Strauss, Le Platon de Fârâbî, traduit de l’anglais et annoté par Olivier Sedeyn, Paris, éd. Alia, 2007,  (ISBN 978-2-84485-099-7).
- Leo Strauss,  « Quelques remarques sur la science politique de Maimonide et de Farabi », Revue des Études juives, 100 (1936), 1-37. Repris dans Maimonide, R. Brague (éd.) 1988.
- Leo Strauss, Persecution and the Art of Writing, Glencoe, Illinois, The Free Press, 1952 (Reprint : Chicago, Chicago UP, 1988, 204p.) [recueil de 5 études]. Traduction par Olivier Berrichon-Sedeyn, La Persécution et l’Art d’écrire, Paris, Agora, Presses Pocket, 1989, 330p. (L'introduction est une reprise modifiée de l'article de 1945, Farabi's Plato).
- Philippe Vallat, Farabi et l'école d'Alexandrie, des prémisses de la connaissance à la philosophie politique, Vrin, 2004,  (ISBN 978-2-7116-1707-4), texte partiellement en ligne books.google.fr.
- (en) Alfarabi, The Political Writings. Selected Aphorisms and Other Texts, traduit par Charles E. Butterworth, éd. Cornell University Press, 2004,  (ISBN 978-0-8014-8913-6), texte partiellement en ligne books.google.fr.
- (en) Majid Fakhry, Al-Fārābi : founder of Islamic Neoplatonism, his life, works and influence, éd. Oneworld, 2002,  (ISBN 978-1-85168-302-4).
- (en) Carlos Fraenkel, Philosophy and Exegesis in al-Fârâbî, Averroes, and Maimonides, dans M. Achard et F. Renaud (éds.), Le commentaire philosophique (I), Laval théologique et philosophique, 64.1, 2008, p. 105-125.
- (en) Joep Lameer, Al-Fārābī and Aristotelian syllogistics, Greek theory and Islamic practice, éditeur Brill, 1994,  (ISBN 978-90-04-09884-8), texte partiellement en ligne books.google.fr.
- (en) Salim Kemal, The poetics of Alfarabi and Avicenna, éd.Brill, 1991,  (ISBN 978-90-04-09371-3), texte partiellement en ligne books.google.fr.
- (en) Ian Richard Netton, Al-Farabi and His School, Routledge, 1999,  (ISBN 978-0-7007-1064-5), texte partiellement en ligne books.google.fr.
- Diane Steigerwald, « La pensée d’al-Fârâbî (259/872-339/950) : son rapport avec la philosophie ismaélienne », Laval théologique et philosophique, vol. 55, no 3,‎ octobre 1999, p. 455-476 (lire en ligne)

## Source partielle
- Marie-Nicolas Bouillet  et Alexis Chassang (dir.), « Al-Fârâbî » dans Dictionnaire universel d’histoire et de géographie, 1878 (lire sur Wikisource)